# Aïki
L'aiki est une langue maban du Tchad. 
Il se compose de deux dialectes, le runga et le kibet, qui sont suffisamment divergents pour être considérés comme des langues distinctes. Le kibet (kibeit, kibeet, kabentang) est parlé au Tchad, tandis que le runga (roungo) est partagé entre le Tchad et la République centrafricaine. Ayki (Aykindang) est un nom utilisé en République centrafricaine.
Les dialectes possibles du Kibet sont le Dagal (Dagel, Daggal) et le Muru (Murru, Muro, Mourro) ; cependant, ils sont mal connus, et Blench (2012) les répertorie séparément.
La région d'Aiki est inondée la moitié de l'année.